# Framfield
Framfield är en ort och civil parish i Storbritannien.   Den ligger i grevskapet East Sussex och riksdelen England, i den södra delen av landet, 60 km söder om huvudstaden London. Framfield ligger 62 meter över havet och antalet invånare är 1 855.
Terrängen runt Framfield är platt. Runt Framfield är det ganska tätbefolkat, med 172 invånare per kvadratkilometer. Närmaste större samhälle är Uckfield, 2,3 km väster om Framfield. Trakten runt Framfield består i huvudsak av gräsmarker.